# توشیوکی تسورو
توشیوکی تسورو (انگلیسی: Toshiyuki Tsuru؛  – ) کارگردان فیلم، و پویانما اهل ژاپن بود.